# Roeland Kerbosch
Pour les articles homonymes, voir Kerbosch.
Roeland Kerbosch, né le 19 décembre 1940, est un réalisateur néerlandais, diplômé en 1960 de la Netherlands Film Academy à Amsterdam.

## Filmographie
- Affair play (1995)
- Voor een verloren soldaat (1992)
- Brief an Vorster (1978)
- Vandaag of morgen (1976)
- De Heilige familie (1975)
- De Antikrist (1973)
- Ibiza, zon en zonde (1969) également Song for Célestine
- Rondom het Oudekerksplein (1968)